# Épinay-Champlâtreux
Pour les articles homonymes, voir Épinay (homonymie).
Épinay-Champlâtreux est une commune française située dans le département du Val-d'Oise en région Île-de-France.

## Géographie

### Localisation
La commune se situe au cœur de la plaine de France, à 25 km au nord de Paris, sur la RD 316, au sud de Luzarches.

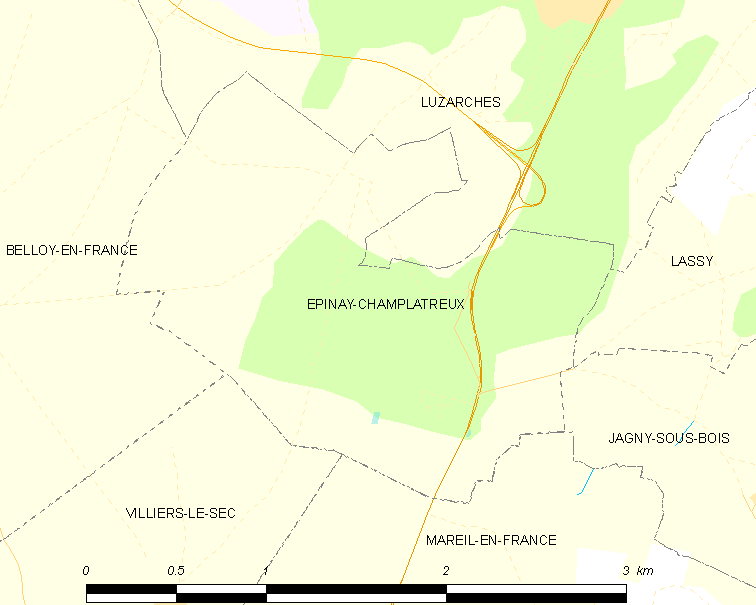
Carte de la commune.
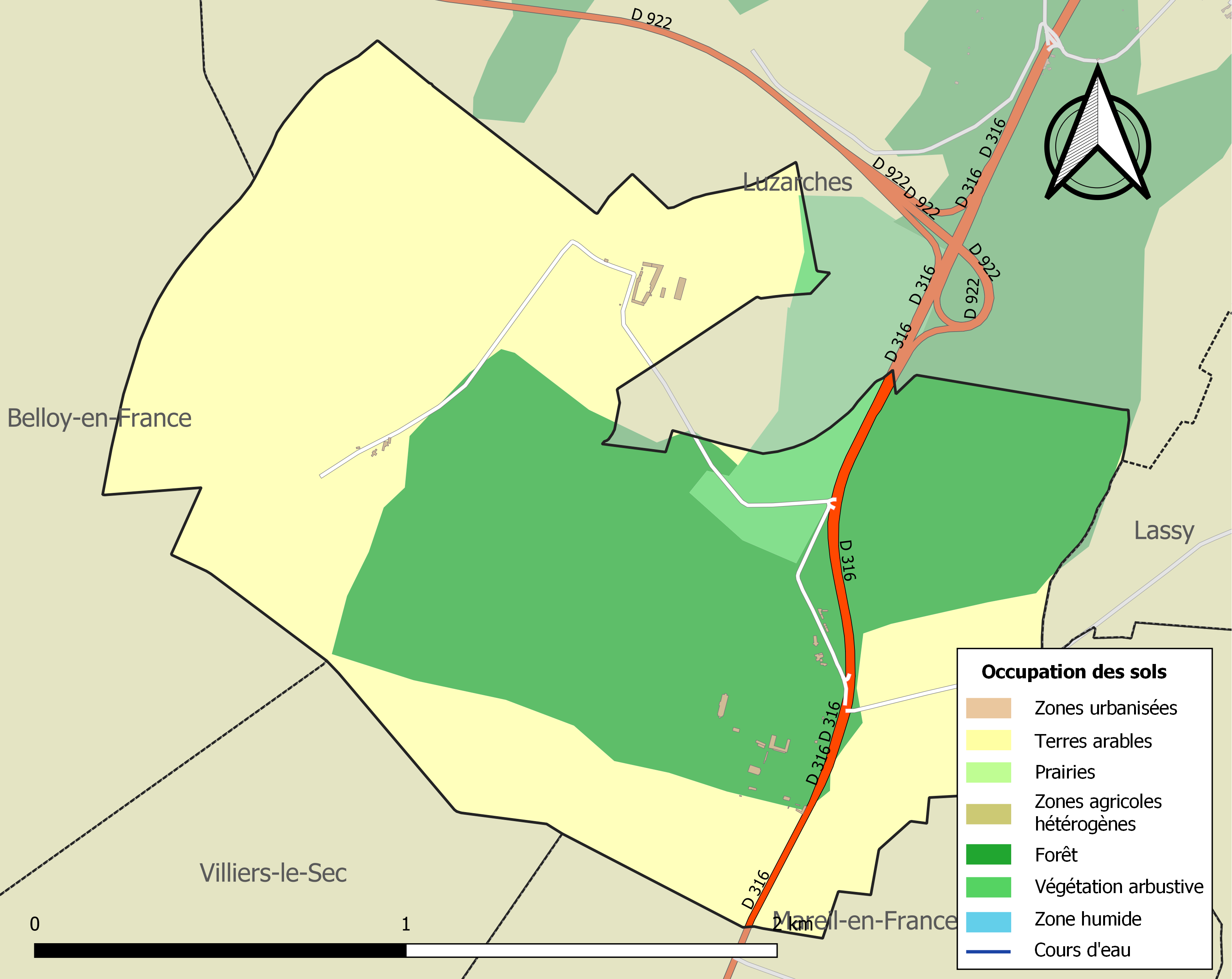
Occupation des sols.

### Communes limitrophes
Les communes limitrophes sont  Belloy-en-France, Jagny-sous-Bois, Lassy, Luzarches, Mareil-en-France et Villiers-le-Sec.
|                  | Luzarches           | Lassy           |
| Belloy-en-France | Épinay-Champlâtreux | Jagny-sous-Bois |
| Villiers-le-Sec  | Mareil-en-France    |                 |

Épinay-Champlâtreux compte six communes limitrophes. Les limites communes avec trois de ces communes sont toutefois assez courtes : 800 m pour Villiers-le-Sec, 600 m pour Lassy et 400 m pour Lassy. Bien que le territoire communal soit de petite dimension avec 3,56 km2, il dépasse largement la superficie de celui du Plessis-Luzarches, de 0,9 km2, ou de Lassy, de 1,92 km2. En effet, la densité de population est particulièrement faible à Épinay-Champlâtreux, avec 19 hab./km2. À titre de comparaison, la commune de Fosses, dans le canton de Luzarches également, dispose d'une superficie quasiment identique à celle d'Épinay-Champlâtreux (3,61 km2), mais compte 9 700 habitants, et la densité de population y est de 2 687 hab./km2.

### Géologie et relief
Il n'existe pas de village d'Épinay-Champlâtreux, la commune se composant du château et des trois hameaux de Champlâtreux, le long de la RD 316, de Trianon, au nord, et d`Épinay, à l'ouest.
Trianon ne compte qu’une ferme avec plusieurs logements ainsi qu'une petite maison vacante, et Épinay se résume aujourd'hui à une unique maison et quelques bâtiments à vocation agricole et utilitaire. Champlâtreux, le chef-lieu, ne présente pas de noyau urbain : l'on trouve deux maisons au sud du château, une sur la RD 316 et une dans la rue de l'ancienne Mairie-École ; deux anciens pavillons de domestiques du château au sud de l'église ; ainsi qu'une alignement de six maisons sur l'ancienne RN 16. Dans le périmètre du château, une maison est habitée.
Le territoire communal se partage entre le domaine du château de Champlâtreux, des surfaces agricoles et des bois privés interdits d'accès : le bois de Champlâtreux au centre, le bois de Goulette au nord-ouest et un troisième petit bois au nord. Hormis la RD 316 et l'ancienne RN 16, la commune ne compte que deux routes ouvertes à la circulation : une voie communale reliant le château à Lassy, et une autre contournant le domaine du château par le nord et menant vers Belloy-en-France.
L`allée d'Écouen est un chemin forestier traversant le bois de Champlâtreux du nord au sud ; il correspond à l'ancien tracé de l'actuelle RD 316 jusqu'en 1755. La commune a décidé de sortir du parc naturel régional Oise-Pays de France ne comprenant pas, après 10 ans d'adhésion, à quoi servait cette association[réf. nécessaire].

### Climat
Pour des articles plus généraux, voir Climat de l'Île-de-France et Climat du Val-d'Oise.
En 2010, le climat de la commune est de type climat océanique dégradé des plaines du Centre et du Nord, selon une étude du CNRS s'appuyant sur une série de données couvrant la période 1971-2000. En 2020, Météo-France publie une typologie des climats de la France métropolitaine dans laquelle la commune est dans une zone de transition entre le climat océanique et le climat océanique altéré et est dans la région climatique Sud-ouest du bassin Parisien, caractérisée par une faible pluviométrie, notamment au printemps (120 à 150 mm) et un hiver froid (3,5 °C).
Pour la période 1971-2000, la température annuelle moyenne est de 10,5 °C, avec une amplitude thermique annuelle de 14,5 °C. Le cumul annuel moyen de précipitations est de 712 mm, avec 11,8 jours de précipitations en janvier et 8,2 jours en juillet. Pour la période 1991-2020, la température moyenne annuelle observée sur la station météorologique la plus proche, située sur la commune de Saint-Witz à 11 km à vol d'oiseau, est de 11,9 °C et le cumul annuel moyen de précipitations est de 676,8 mm,. Pour l'avenir, les paramètres climatiques de la commune estimés pour 2050 selon différents scénarios d'émission de gaz à effet de serre sont consultables sur un site dédié publié par Météo-France en novembre 2022.

## Urbanisme

### Typologie
Au 1er janvier 2024, Épinay-Champlâtreux est catégorisée commune rurale à habitat très dispersé, selon la nouvelle grille communale de densité à sept niveaux définie par l'Insee en 2022.
Elle est située hors unité urbaine. Par ailleurs la commune fait partie de l'aire d'attraction de Paris, dont elle est une commune de la couronne,. Cette aire regroupe 1 929 communes,.

### Logement
En 2008, Épinay-Champlâtreux comptait vingt-cinq logements, tous des résidences principales, et tous construits avant 1949. Ce chiffre représente une augmentation d'un logement depuis 1999, mais le nombre de maisons a en même temps reculé de vingt-deux à dix-huit. Deux logements qui n'étaient ni des maisons, ni des appartements, ont disparu. Par contre, sept appartements ont été créés dans des bâtiments qui existaient déjà. Les trois quarts des logements sont occupés par les mêmes ménages depuis dix ans ou plus.
Les logements ont deux pièces minimum, et treize logements (soit plus que la moitié) ont plus de cinq pièces. Le nombre moyen de pièces est de 4,7 dans les maisons et de 3,4 dans les appartements. Deux logements ne disposent pas de salle de bain. Comme particularité, les occupants de douze logements sont logés gratuitement. Il n'y a pas de HLM sur la commune. Les habitants de huit logements sont propriétaires et les habitants des cinq logements restants sont locataires.

## Toponymie
Le village d'Épinay est mentionné pour la première fois en 1383.

## Histoire
Raoul Avrillot, époux d'Ambroise Brûlart de Crosne, est dans les années 1550 seigneur de Champlâtreux
À partir de 1567, Épinay-Champlâtreux est la propriété de la famille Molé, originaire de Troyes, lorsque Édouard Molé en fait l'acquisition. En 1641, son fils Mathieu Molé (1584-1656) devient Premier président du Parlement de Paris puis, dix ans plus tard, garde des sceaux de France. Son rôle pendant la Fronde sera très important. Entre 1751 et 1757, Mathieu-François Molé fait construire le château actuel. En 1836, le roi Louis-Philippe y organise un conseil des ministres alors que Mathieu Molé est son président du Conseil. Après la mort de ce dernier en 1855, la famille de Noailles hérite du château de Champlâtreux.

## Politique et administration

### Rattachements administratifs et électoraux
Épinay-Champlâtreux fait partie de la juridiction d’instance de Gonesse (depuis la suppression du tribunal d'instance d'Écouen en février 2008), et de grande instance ainsi que de commerce de Pontoise,.

### Intercommunalité
La commune fait partie de la communauté de communes Carnelle - Pays de France.

### Liste des maires
| Période                                  | Période   | Identité                                      | Étiquette | Qualité                                          |
| ---------------------------------------- | --------- | --------------------------------------------- | --------- | ------------------------------------------------ |
| Les données manquantes sont à compléter. |           |                                               |           |                                                  |
| 1857                                     | 1891      | Barthélémy Marie Bernard Désert               |           |                                                  |
| 1891                                     | 1899      | Edmond Adolphe Buffault                       |           |                                                  |
| 1899                                     | 1904      | François Xavier Martinand                     |           |                                                  |
| 1904                                     | 1932      | Hélie de Noailles                             |           | Marquis de Noailles                              |
| 1932                                     | mars 2001 | François de Noailles, Fils du précédent       |           | 7e duc d'Ayen puis 9e duc de Noailles            |
| mars 2001                                | mars 2008 | Hélie de Noailles Fils du précédent           |           | 8e duc d'Ayen puis 10e duc de Noailles Diplomate |
| mars 2008                                | 2014      | Édith Bossuto                                 |           |                                                  |
| 2014                                     | 2020      | Emmanuel de Noailles Fils d'Hélie de Noailles |           | 9e duc d'Ayen                                    |
| 2020                                     | En cours  | Jean-Marie Cazieux                            |           |                                                  |

Une nouvelle mairie a été inaugurée en mai 2015. Elle succède à l'ancienne mairie, installée dans une dépendance du château.

## Population et société

### Démographie
L'évolution du nombre d'habitants est connue à travers les recensements de la population effectués dans la commune depuis 1793. Pour les communes de moins de 10 000 habitants, une enquête de recensement portant sur toute la population est réalisée tous les cinq ans, les populations de référence des années intermédiaires étant quant à elles estimées par interpolation ou extrapolation. Pour la commune, le premier recensement exhaustif entrant dans le cadre du nouveau dispositif a été réalisé en 2006.

En 2022, la commune comptait 58 habitants, en évolution de −10,77 % par rapport à 2016 (Val-d'Oise : +4 %, France hors Mayotte : +2,11 %).
| 1793 | 1800 | 1806 | 1821 | 1831 | 1836 | 1841 | 1846 | 1851 |
| ---- | ---- | ---- | ---- | ---- | ---- | ---- | ---- | ---- |
| 200  | 98   | 178  | 139  | 129  | 115  | 112  | 105  | 115  |

| 1856 | 1861 | 1866 | 1872 | 1876 | 1881 | 1886 | 1891 | 1896 |
| ---- | ---- | ---- | ---- | ---- | ---- | ---- | ---- | ---- |
| 90   | 96   | 115  | 128  | 142  | 127  | 116  | 106  | 93   |

| 1901 | 1906 | 1911 | 1921 | 1926 | 1931 | 1936 | 1946 | 1954 |
| ---- | ---- | ---- | ---- | ---- | ---- | ---- | ---- | ---- |
| 98   | 131  | 124  | 109  | 127  | 149  | 109  | 79   | 64   |

| 1962 | 1968 | 1975 | 1982 | 1990 | 1999 | 2006 | 2011 | 2016 |
| ---- | ---- | ---- | ---- | ---- | ---- | ---- | ---- | ---- |
| 69   | 77   | 66   | 67   | 66   | 75   | 69   | 68   | 65   |

| 2021 | 2022 | - | - | - | - | - | - | - |
| ---- | ---- | - | - | - | - | - | - | - |
| 62   | 58   | - | - | - | - | - | - | - |

### Pyramide des âges
En 2008, Épinay-Champlâtreux comptait quinze habitants de 0 à 14 ans ; quarante-cinq habitants de 15 à 64 ans ; et sept habitants de 65 ans ou plus (dont un de 75 à 89 ans et un de 90 ans et plus). La tranche d'âge la plus représentée était celle de 45 à 59 ans, avec dix-neuf personnes au total.

## Économie
Au 1er janvier 2010, Épinay-Champlâtreux compte cinq entreprises, dont 
- deux dans le secteur du commerce et de la réparation auto (totalisant trois salariés), et
- trois dans le secteur des transports et services divers (une employant deux salariés, deux n'employant aucun salarié).

Existaient en outre deux exploitations agricoles (une employant deux salariés, l'autre aucun) ; un établissement du secteur des transports et services divers occupant une personne ; ainsi qu'un établissement du secteur de l'administration publique / enseignement / santé / action sociale, occupant une personne également. En total, neuf établissements actifs ont ainsi été recensés sur la commune, employant au total sept salariés. Aucun établissement ou entreprise n'a été créé en 2010.
En 2008, la population active d'Épinay-Champlâtreux présentait un taux d'activité de 72,3 % et comptait trente-trois personnes, dont deux chômeurs. Vingt-quatre personnes étaient salariés et sept personnes non salariés, et 28,1 % de ces personnes travaillaient en temps partiel. Les deux tiers des salariés étaient fonctionnaires ou en CDI. Sept personnes parmi la population active travaillait sur la commune même. Parmi les trente foyers fiscaux sur la commune, douze n'étaient pas imposables (soit 40 %).

## Culture locale et patrimoine

### Lieux et monuments

#### Monuments historiques

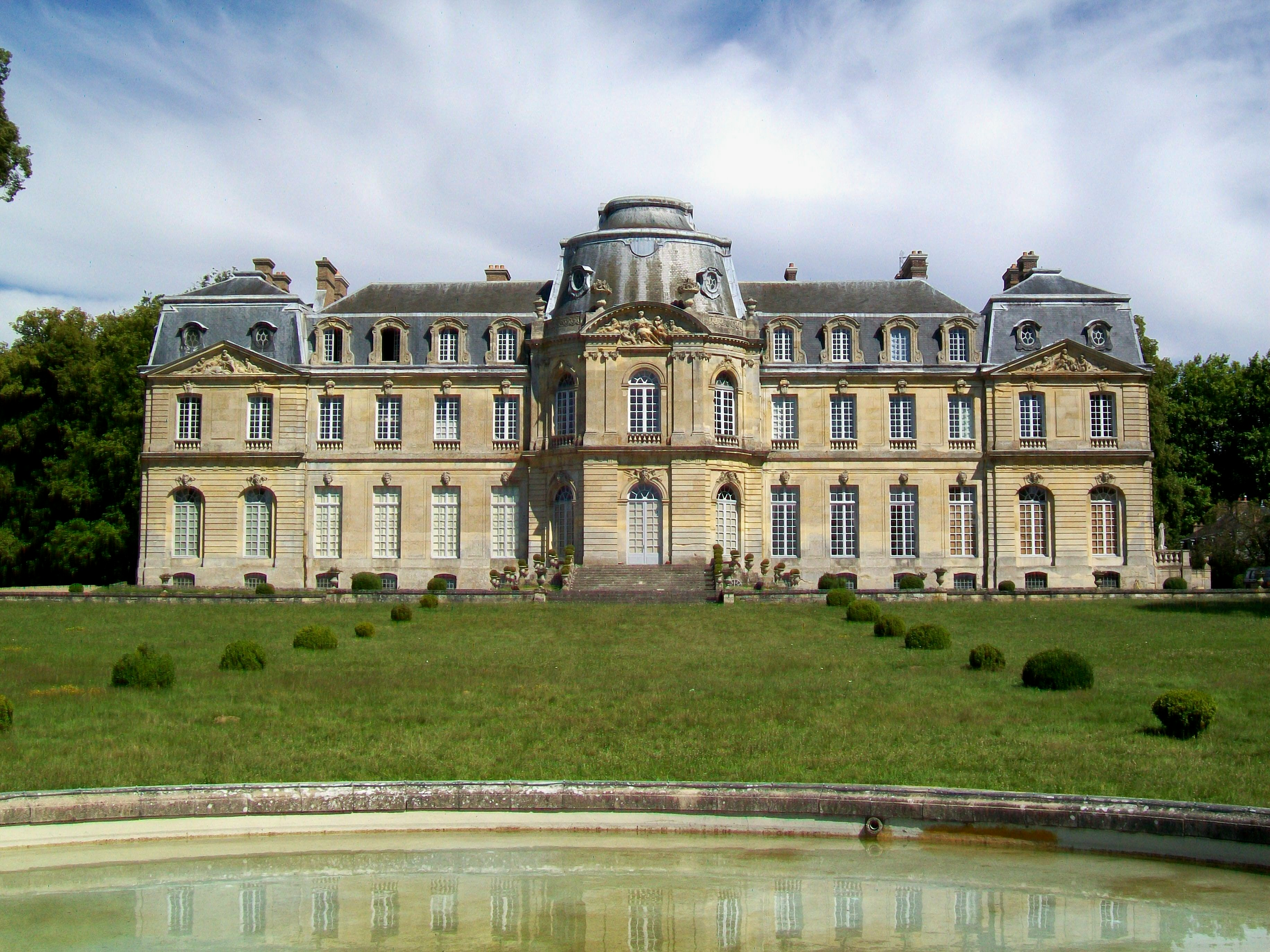
Façade principale ouest du château de Champlâtreux.
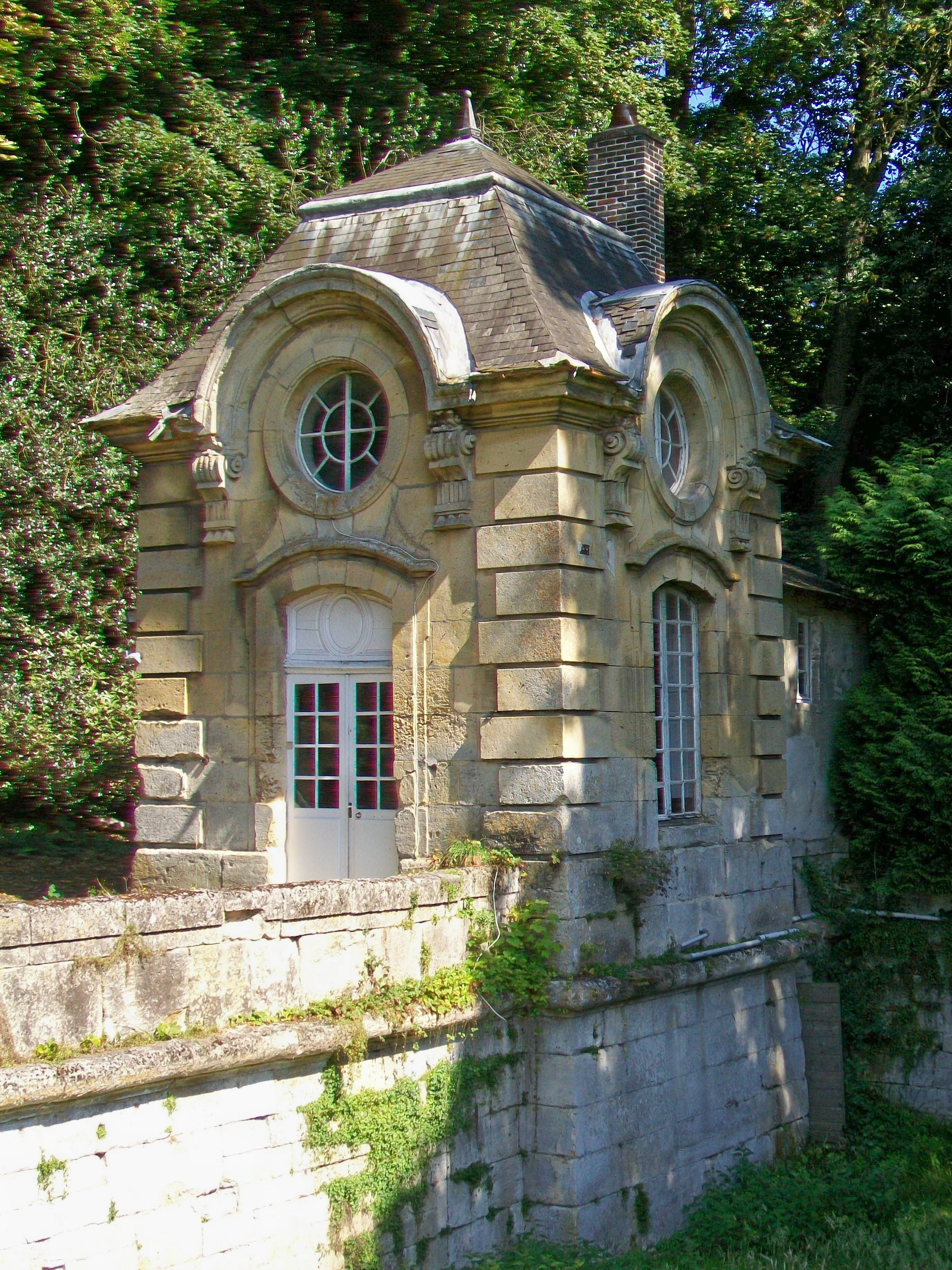
L'un des deux pavillons à l'entrée, sur la RD 316.
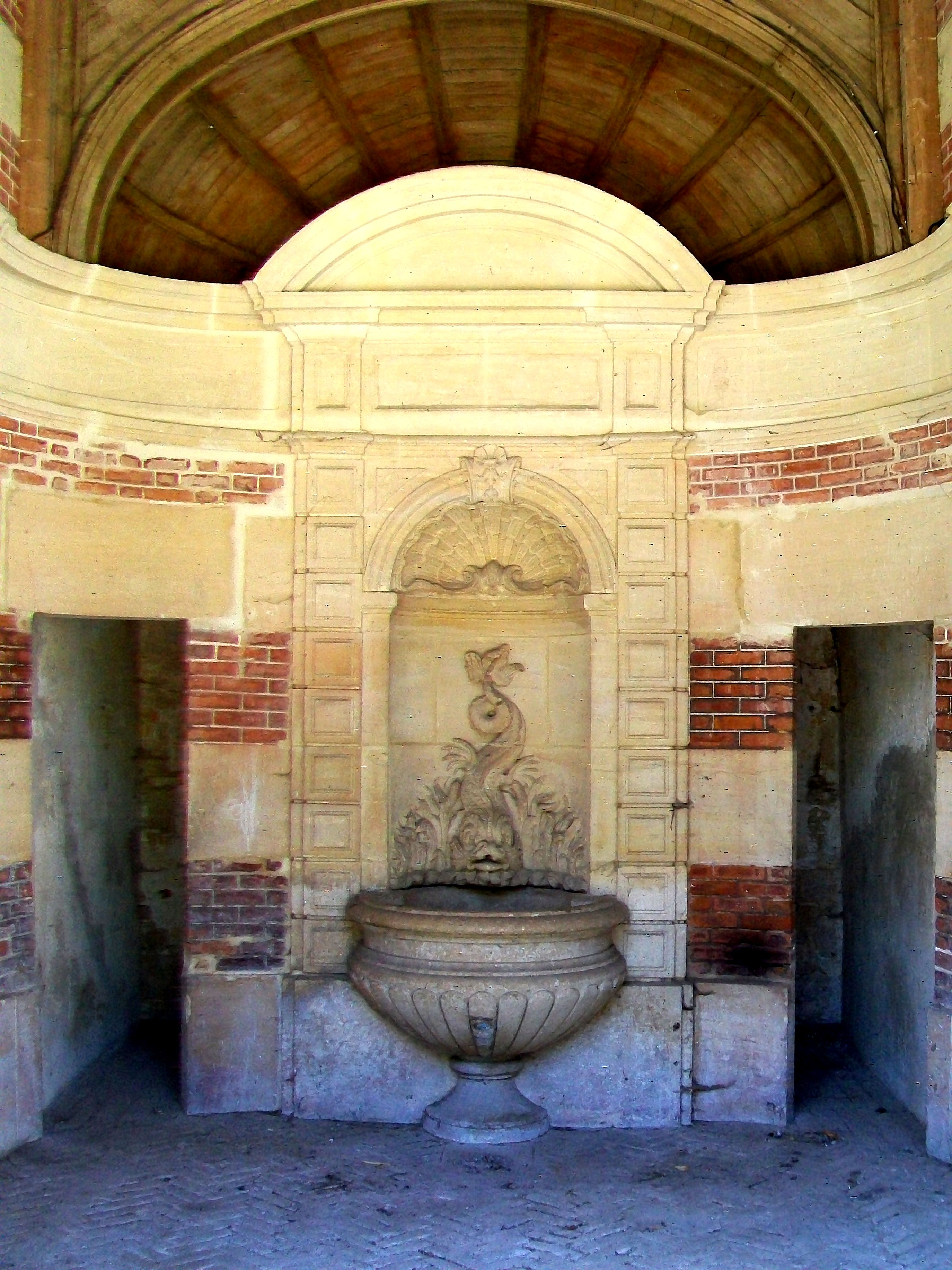
Grandes écuries, fontaine à l'entrée au centre du bâtiment.
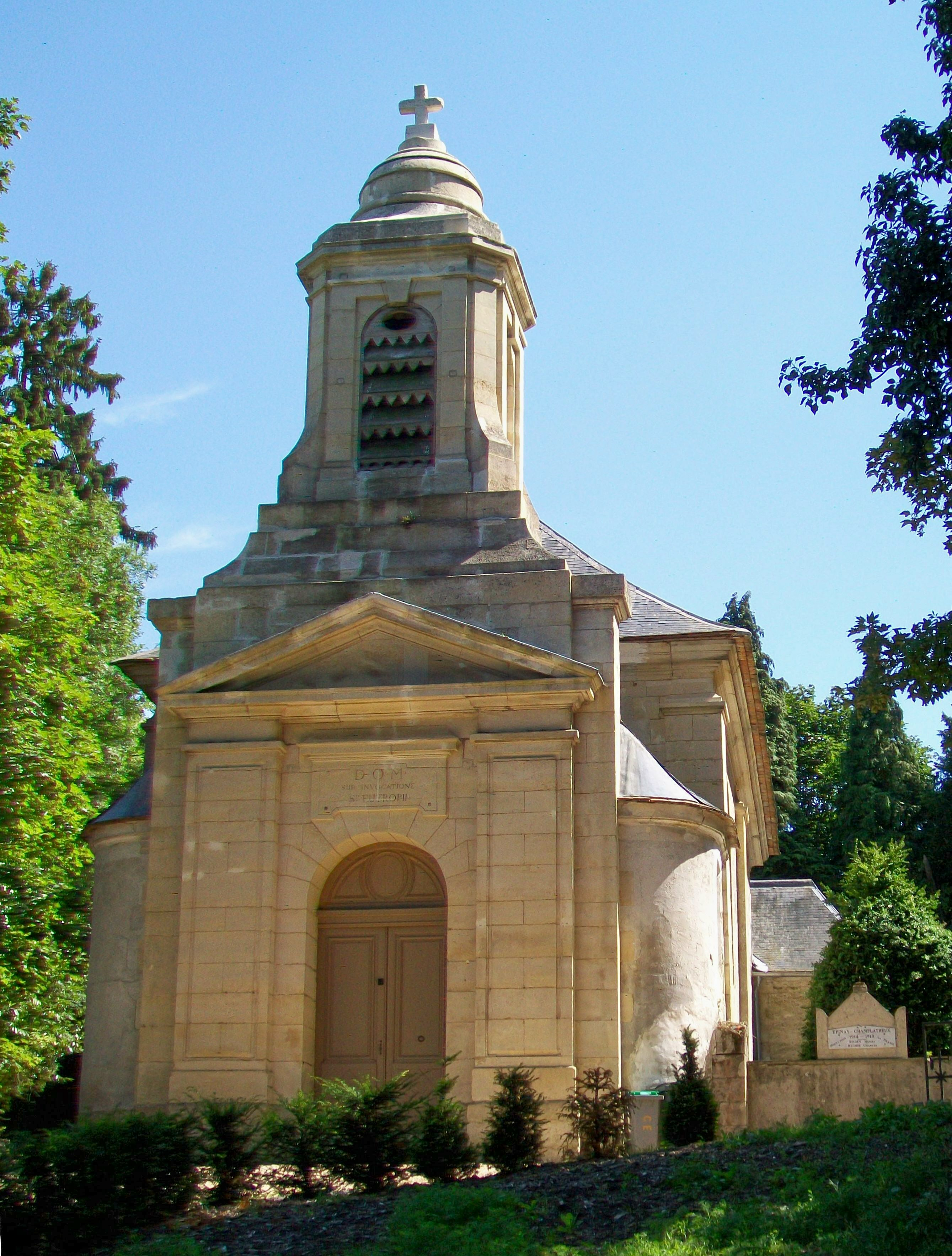
La façade nord de l'église Saint-Eutrope.
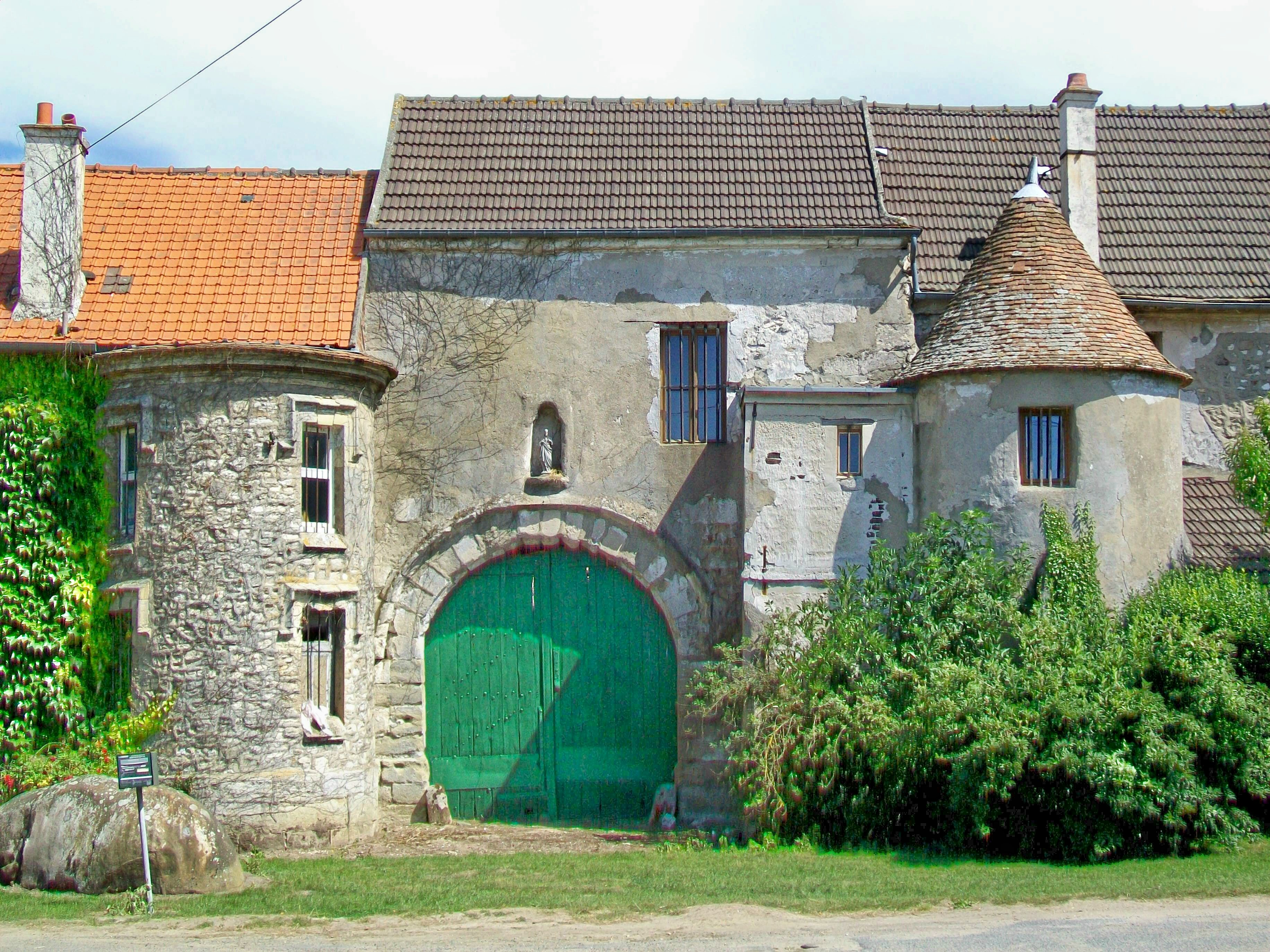
Le portail de l'ancienne ferme fortifiée de Trianon.

Épinay-Champlâtreux compte deux monuments historiques sur son territoire.
- Le château de Champlâtreux, sur la RD 316 (ancienne RN 16), au sud de Luzarches (classé monument historique en 1989)[30]

Entouré d'un vaste parc à l'anglaise au nord et Jardin français à la française à l'ouest, le domaine de ce château du XVIIIe siècle comprend plusieurs autres éléments classés également Monuments historiques par l'arrêté du 9 mars 1989, à savoir la grille d'entrée avec ses pavillons de garde, les douves et les grandes écuries avec leur fontaine-abreuvoir.
Ce bâtiment se trouve à gauche de l'allée du château, c'est-à-dire au sud du domaine. Un peu plus à l'ouest, l'on trouve les petites écuries et l'ancienne glacière. La mairie a été aménagée dans un pavillon près du château, avec la particularité de se situer au milieu d'un domaine dont des panneaux interdisent l'accès au public. Cependant, le parc et les écuries sont ouvertes à la visite pendant cinquante jours par an, récemment du 1er juillet au 15 août.
- L'église Saint-Eutrope, en haut de l'ancienne RN 16 (nom d'une rue de la commune) (inscrite monument historique en 2021)[32]

Elle a été construite dans le style classique en 1766, selon le plan de l'architecte du château, Chevotet. Le bâtiment est orienté inhabituellement dans un sens nord-sud, avec le portail donnant sur le nord. Ce dernier est de caractère monumental, avec une haute porte plein cintre encadré de larges pilastres stylisés et surmonté d'un fronton surbaissé. La nef de deux larges travées est précédée d'un narthex supportant le petit clocher carré aux pans coupés, coiffé d'une coupole en pierre. Le chœur est en cul de four et plus bas que la nef. - Le cimetière se situe à l'ouest de l'église, et le monument aux morts sur le mur du cimetière, à droite du portail de l'église,.

#### Autres éléments du patrimoine
- Ancien manoir fortifié au hameau de Trianon (actuel centre équestre de Trianon)

Cet ancien manoir fait partie d'un corps de ferme, qui, avec une maison d'ouvriers agricoles, constitue le hameau de Trianon. Du manoir fortifié subsistent le porche avec son portail plein cintre, aujourd'hui désaffecté, et deux tourelles rondes à gauche et à droite de ce portail. La tourelle de droite est couvert d'un toit en poivrière et flanquée d'une petite tour d'escalier rectangulaire. Au-dessus du portail, l'on remarquera une niche abritant une statue de saint.

### Personnalités liées à la commune
- Jean Bruce (1921-1963), le créateur de OSS 117 y est décédé dans un accident de voiture[35]
- Marie-Louise de Lamoignon (1763-1825), veuve d'Édouard François Mathieu Molé. Elle fonda l’Ordre des sœurs de la Charité de Saint-Louis.
- Anna de Noailles (1876-1933), poétesse a habité le château de Champlâtreux.
- François Agénor Alexandre Hélie de Noailles (en) (1905-2009), qui fut maire d'Épinay-Champlâtreux depuis 1932 jusqu'en 2001 ce qui fait de lui le doyen des maires de France (69 ans de mandat). Il n'a jamais fait campagne, n'a jamais eu d'adversaire politique et accueillait très simplement tous ses administrés dans son château. Il prenait la relève de son père, et, tout naturellement, c'est son fils, Hélie, qui a pris la suite jusqu'en 2008.
- Stendhal (1783-1862) a séjourné à Champlâtreux[36].

## Héraldique
| Blason de Épinay-Champlâtreux | Blason  | D'argent à la branche d'épine de gueules posée en barre; à la bordure d'azur chargée de dix fleurs de lis d'or. |
| Blason de Épinay-Champlâtreux | Détails | Armes parlantes. Le statut officiel du blason reste à déterminer.                                               |